# Sidi Ahmed El Batal
Sidi Ahmed Ouled Hadda, dit Sidi Ahmed El Batal, né à Tan-Tan au Maroc vers 1950 et mort le 26 mai 2021, est un responsable du Front Polisario et de la République arabe sahraouie démocratique (RASD) proclamée par le Polisario. Commandant militaire du mouvement indépendantiste sahraoui, il aurait pratiqué la torture.

## Biographie
Son surnom, donné par les espagnols, signifie « celui qui aime la bataille ».
En 1973, lors de la création du Front Polisario, il va chercher des armes en Libye et est arrêté par la douane algérienne avant d'être rapidement libéré.
De 1976 à 1982, il fait partie du comité exécutif du Polisaro. En janvier 1979, il attaque Tan-Tan. Cette même année, il est nommé directeur de la sécurité militaire du Polisario et reste à ce poste jusqu'à son remplacement par Omar Hadrani (en) en 1982,. Il est ensuite nommé responsable des attaques contre le mur marocain. Il aurait perdu la vue après une explosion lors de la bataille de Smara en 1983. Il devient ensuite ministre de la communication de la RASD. Il occupe toujours ce poste en 1999 et 2003. Le 30 décembre 2017, il devient ministre de l'équipement.

## Accusations de tortures
Il est accusé par la fondation Danielle-Mitterrand - France Libertés (qui soutient l'indépendance de la RASD) d'avoir torturé de nombreux prisonniers marocains. Il est visé par une plainte pour crimes contre l’humanité, tortures, violation des droits de l'homme, séquestration et viols, déposée en 2007 par l'association sahraouie de défense des droits de l’Homme (ASADEDH) auprès de la justice espagnole.